# C군 신경섬유
C군 신경섬유 (group C nerve fiber) 또는 C 그룹 신경 섬유 또는 C-섬유는 중추 신경계 (CNS) 및 말초 신경계 (PNS)에 있는 세 가지 종류의 신경 섬유 중 하나이다. C 그룹 신경 섬유에는 미엘린(수초)이 없고 직경이 작고 전도 속도가 낮은 반면 A 그룹 신경섬유와 B 그룹 신경섬유에는 수초가 있다. C 그룹 신경 섬유는 자율 신경계 (ANS)의 신경절후 섬유와 배측 경로 (IV 섬유)의 신경 섬유를 포함한다. 이 섬유는 감각 정보를 전달한다.
신경 섬유의 손상은 신경병증성 통증을 유발한다. 캡사이신은 C 섬유 바닐로이드 수용체를 활성화하여 고추에서 매운맛을 느끼게 만든다.

## 구조 및 해부학

### 해부학적 위치
C-섬유는 몸감각 기관의 신경에서 발견되는 신경 섬유의 한 종류이다. 말초신경계에서 중추 신경계로 입력 신호를 전달하는 구심성 섬유다.

### 구조
C-섬유는 신경계의 대부분의 다른 섬유와 달리 수초가 없다. 이러한 수초 형성의 부족은 느린 전도 속도의 원인이 되며, C-섬유의 전도 속도는 A, B 섬유의 절반 이하이다. C 섬유는 직경이 평균 0.2-1.5 μm이다.

### 레막 다발 (Remak bundles)
C-섬유 축삭은 레막 다발이라는 것으로 묶여 있다. 레막 다발은 수초를 형성하지 않는 슈반 세포가 축삭을 둘러싸는 형태를 띤다. 슈반 세포는 축색 돌기 사이의 세포질을 쥐어 짜서 서로 닿지 않도록한다. 레막 다발의 상태는 연령에 따라 다른데, 각 레막 다발에 있는 C-섬유 축삭의 수는 위치에 따라 다르다. 예를 들면, 쥐 모델에서는 20개가 넘는 큰 축삭 다발이 L5 배근 신경절에서 나오는 반면, 평균 3개의 축삭으로 구성된 작은 다발은 말단 신경 분절에서 발견된다. 여러 뉴런은 번들당 약 2개의 축색 돌기가 기여하는 평균 비율로 레막 다발에 축색 돌기를 만든다. 레막 다발의 단면적은 내부에서 발견되는 축색 돌기의 수에 비례한다. 원위 말초 신경의 레막 다발은 다른 레막 다발과 함께 모여 있다. 레막 슈반 세포는 세포 내에 포함된 축색 돌기의 활동전위에 전기화학적으로 반응하는 것으로 나타났다.
신경 손상이 발생했지만 손상 부위 근처의 C-섬유가 손상되지 않은 상태로 유지되는 실험에서 C -섬유의 자발적 활동 증가가 관찰된다. 이 현상은 손상된 신경 섬유가 손상되지 않은 인접한 섬유의 기능을 변경하는 요인을 만들 수 있다는 이론을 뒷받침한다. 레막 다발에 대한 연구는 부상을 입은 후 신경 재생에 중요한 의미를 갖는다. 현재 의학수준에서는, 원위 C-섬유 기능의 회복에 몇 달이 걸리며 그조차 불완전한 기능만을 회복할 수 있다. 이는 비정상적인 감각 기능이나 신경병증성 통증을 유발할 수 있다. 레막 다발은 손상된 축색 돌기의 재생을 촉진하는 특정 영양소를 방출하는 것으로 추측된다.

## 기능
Aδ-섬유는 강한 수초화와 다양한 활성화 조건으로 인해 더 높은 전도 속도를 보이므로 첫 번째 통증이라고 부르는 빠르고 얕은 고통을 느끼는 역할을 광범위하게 담당한다. 역치가 낮으므로 약한 자극 강도에 반응한다. 반면, C-섬유는 더 강한 강도의 자극에 반응하며, 통증이 느리게 전파되고 오래 지속되는 두 번째 고통을 담당한다. 이 섬유는 사실상 수초가 없으며 결과적으로 전도 속도가 훨씬 느리기 때문에 더 느린 통증 감각을 수행하는 것으로 보인다.
C-섬유는 다양한 자극에 반응할 수 있기 때문에 다양상 수용기로 간주된다. 본질적으로 열, 물리적 자극 또는 화학적 자극에 반응한다. 신체의 모든 종류의 생리적 변화에도 반응한다. 예를 들어, 저산소증, 저혈당증, 저삼투압 농도, 근육 대사 부산물의 존재, 심지어는 가볍거나 민감한 접촉에도 반응할 수 있다. C-섬유 수용체에는 다음이 포함된다.
- C-섬유 통각 수용기
  - 두 번째로 오는 타는듯한 고통을 담당함
- C-섬유 온도 수용기
  - 따뜻함(열감)을 느끼는 역할을 담당함
- 초저속 히스타민 선택적 C-섬유
  - 가려움증을 느끼는 역할을 담당함
- 촉각 C-섬유
  - 민감한 자극
  - 털이 많은 피부에서 발견되는 수초가 없는 구심성 신경인 C-저역치 미엘린( CLTM )이라고도 하는 CT-섬유가 포함되며 기계적 역치가 5밀리뉴턴 미만이다.[7]
- C-근육이나 관절의 기계 및 대사 수용체
  - 근육 운동, 화상 및 경련을 담당[6]

## 같이 보기
- 신경 섬유
- A군 신경섬유
- B군 신경섬유
- 자유 신경 종말
- 통각수용기
- 통증과 통각
- 감각 뉴런
- 온도 수용체